# Kamnik
Kamnik – miasto w północnej Słowenii, siedziba gminy Kamnik, jedno z najstarszych miast w kraju. Położony jest u podnóża Alp Kamnickich, nad brzegami rzek Kamniška Bistrica i Nevljica. Ośrodek przemysłu metalowego, chemicznego, elektronicznego, skórzanego oraz meblarskiego. W obrębie miasta znajdują ruiny dwóch średniowiecznych zamków: Mali Grad i Stari grad, jeden zamek renesansowo-barokowy Zaprice Grad oraz barokowy kościół, a także dwa klasztory: franciszkanów i urszulanek. Według stanu na dzień 1 stycznia 2016 roku liczy 13 768 mieszkańców.